# ニコンのレンズ製品一覧

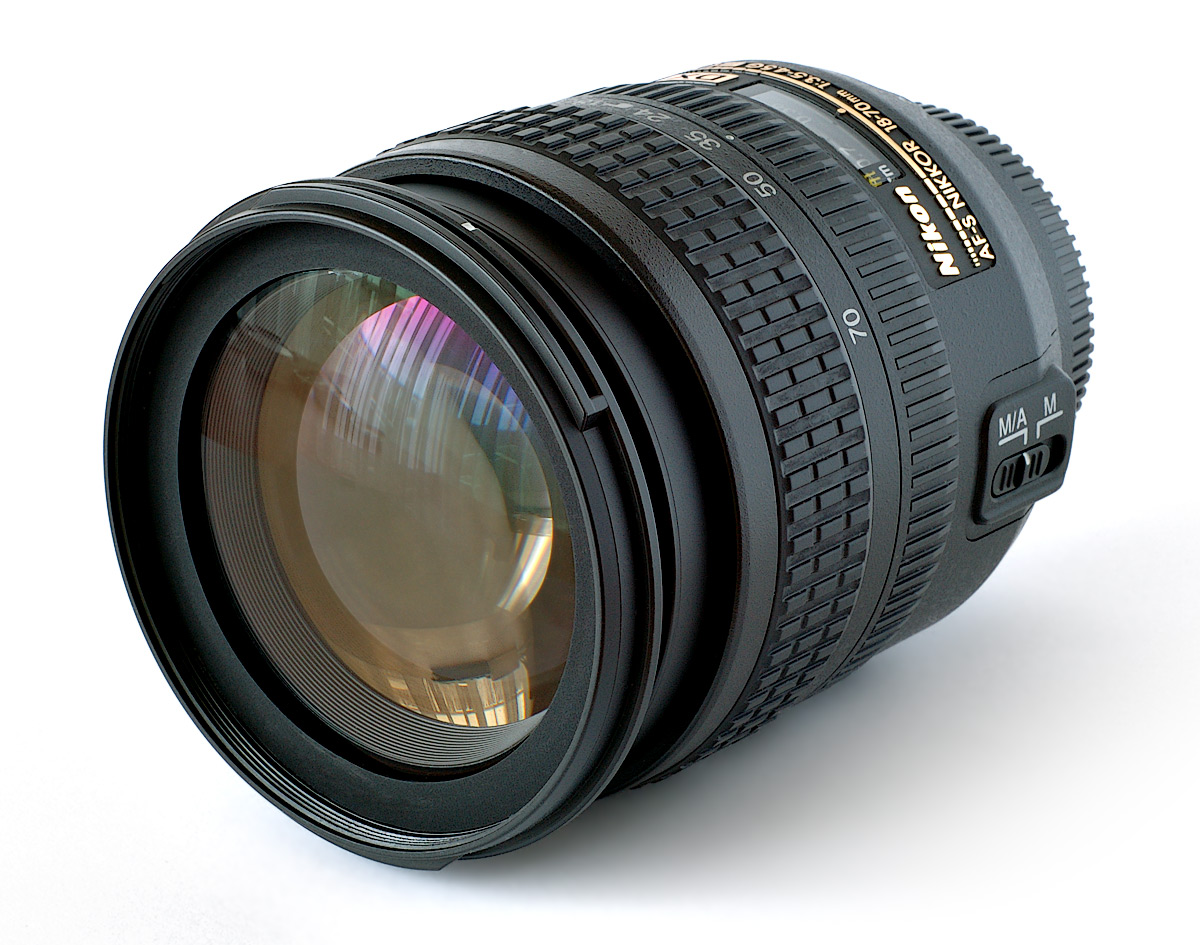
AF-S DXズームニッコールED18～70mmF3.5～4.5G（IF）

ニコンのレンズ製品一覧は、ニコンおよびその前身である日本光学工業の発売してきたレンズの一覧。ほとんどのレンズには「ニッコール」（NIKKOR ）の名が付けられている。「Nikkor」はニコンの旧社名である「日本光学工業株式会社」の略称「日光」（Nikko ）と当時写真レンズの名称の末尾によく用いられていた「R」を合わせたもので、1933年に航空写真用レンズ「エアロニッコール」（Aero-Nikkor ）として発売されたのが最初である。

## 写真用レンズ

### ニコンSマウントレンズ
レンジファインダーカメラを製造するにあたり日本光学工業（現ニコン）はコンタックスのバヨネットマウントを踏襲した。ただし標準レンズや望遠レンズではピント誤差が出るため、互換性があるのは広角レンズだけである。

### ライカスクリューマウントレンズ
ニコンSマウントのボディーとレンズを販売するかたわら、日本光学工業（現ニコン）はライカスクリューマウントのレンズを生産していた。

### ニコンFマウントレンズ
ニコンFマウントはニコンFから採用され、その後一眼レフカメラにはほぼ一貫してFマウントが採用されているが、時代とともに絞り制御・フォーカス制御の方式や機能が変わっている。現存する各社デジタル一眼レフマウントの中では最古の規格となる。バヨネット方式で、レンズを反時計回りに約60度回転させ装着できる。開放測光を行ない、撮影時に所定の絞り位置まで絞り込むための仕組みが備わっている。レンズマウント上に小さなレバーがあり、撮影時にこのレバーをカメラ側の自動絞り連動レバーが押すことで、絞り込み操作を行なうようになっている。

### ニコンZマウントレンズ
ニコンZマウントはニコンZ7から採用されたミラーレス一眼カメラ用マウントである。
ニコンFマウントと比較すると、信号が高速大容量化され、内径はFマウントの47mmから8mm拡大した55mmとなっている。
また、内爪をFマウントの3本爪から4本爪とすることでFマウント以上の強度を保ちつつ、レンズの着脱時の回転角度をFマウントの60度から40度に減らし、効率的なレンズ交換を可能にしている。

### 中判カメラ用レンズ
ゼンザブロニカ、アイレスフレックス、プラウベルのマキナ、マーシャルプレスに供給された。現在は製造されていない。

### 大判カメラ用レンズ
大判カメラに使用するためのレンズ。現在は製造されていない。

## 映画用レンズ
映画を撮影するためのレンズ。現在は製造されていない。

## 産業用・特殊用レンズ
ニコンは総合光学機器メーカーであり、一般撮影用のレンズ以外にさまざまな用途のレンズを生産していた。ほとんどが生産を終了している。現在ではニッコールではなくレイファクトを名乗り、主として栃木ニコンで生産されている。引き伸ばし用レンズエル・ニッコールもここに分類してある。